# 金狗毛蕨
金狗毛蕨（学名：Cibotium barometz）又名金毛狗脊或金毛狗，是一種蕨类植物，为金毛狗科金毛狗蕨属下的一个种。

## 形态

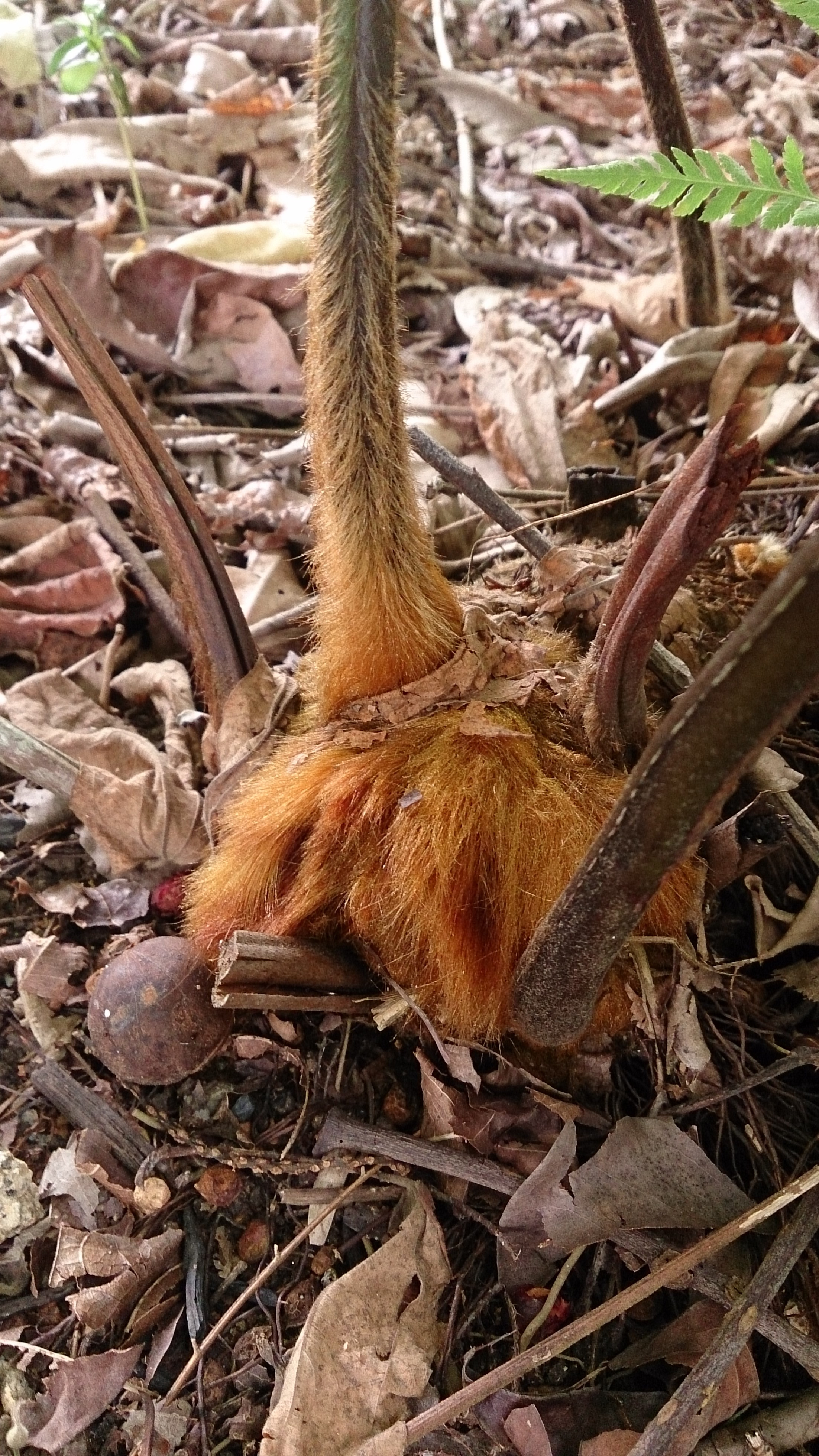
莖與葉炳基部有大量金色絨毛

多年生草本植物，高达3米。根状茎粗大，近似直立，但很多時都是伏下的，密生金黄色长绒毛，形如狗头，所以得名；叶柄长，叶片为革质，三回羽裂，裂片镰状披针形，边缘有浅锯齿，孢子囊群生在小脉顶端，囊群盖两瓣，形如蚌壳。

## 分布
一般生于山麓沟边和林下阴处酸性土上。在森林等地是一大簇的生長。它們原產於中國西南部及馬來西亞西部的亞熱帶區域，海拔約500~2500公尺之間。
金狗毛蕨是一種中藥，在東南亞被大幅採集，影響其數量，目前在臺灣為保育類植物。

## 保育狀況
其被列為《瀕危野生動植物種國際貿易公約》（CITES）附錄二的物種，被限制出口及貿易。

## 外部連結
- 維基物種上的相關：金毛狗
- 金毛狗脊 Jinmaogouji （页面存档备份，存于） 藥用植物圖像數據庫 (香港浸會大學中醫藥學院) （中文）（英文）
- 狗脊 Gou Ji （页面存档备份，存于） 中藥標本數據庫 (香港浸會大學中醫藥學院) （繁體中文）（英文）
- 金毛狗脊 Jin Mao Gou Ji （页面存档备份，存于） 中藥標本數據庫 (香港浸會大學中醫藥學院) （繁體中文）（英文）